# Стимул (физиология)
В физиологии, стимул (во множественном числе раздражители) ― это обнаруживаемое изменение во внутренней или внешней среде . Способность организма или органа реагировать на внешние раздражители называется чувствительностью. Когда стимул применяется к сенсорному рецептору, он обычно вызывает или влияет на рефлекс через трансдукцию. Эти сенсорные рецепторы могут получать информацию извне тела, как и в сенсорных рецепторах, обнаруженных в коже или легких, рецепторах в глазах, а также изнутри тела, как и в хеморецепторах и механорецепторах . Внутренний стимул часто является первым компонентом гомеостатической системы управления. Внешние стимулы способны производить системные реакции по всему организму, как во время борьбы или полета. Для того, чтобы стимул был обнаружен с высокой степенью вероятности, его уровень должен превышать абсолютный порог; если сигнал достигает порога, информация передается на центральную нервную систему (ЦНС), где он интегрируется и принимается решение о том, как реагировать. Хотя раздражители обычно заставляют тело реагировать, только ЦНС определяет, вызывает ли сигнал реакцию или нет.